# オートコリメータ
オートコリメータは非接触で角度を測定する光学機器。通常は光学系や機械系において部品の位置を調整したり、ゆがみを測定したりするのに使用される。像を目標である鏡に投影し、視覚もしくは電子検出器により返ってくるスケールに対する像のゆがみを測定している。視覚のオートコリメータは0.5分（0.15ミリラジアン）の小ささまで角度を測定できるが、電子コリメータではその最大100倍の分解能を持つ。
視覚のオートコリメータは、レーザーロッドの端を整列させ、光学窓やウェッジの面平行度を確認するためにしばしば使われる。電子式やデジタル式のものは長時間角運動を監視し、機械系の角度位置の再現性を確認するための角度測定基準として用いられる。サーボオートコリメータは、安定プラットフォームアプリケーション用の高速サーボフィードバックのループで使われる特殊なコンパクトサイズのオートコリメータである。電子オートコリメータは普通、実際のミラー角度を読み取るように較正される。

## レーザーオートコリメータ
レーザーオートコリメータは、従来のオートコリメータと同様に光の反射を利用して角度の測定を行うが、レーザー光源を使用する点で異なる。レーザー光を用いることで、長距離での測定精度向上や、より高い指向性を実現できるため、精密なアライメントや振動解析などの用途に適している。
この技術は、非常に微小な角度変位を高精度に測定できることから、チルトセンサ（Tilt Sensor）とも呼ばれる。特に、超小型のレーザーオートコリメータは、チルト計測を主目的とする製品として設計されることがあり、半導体製造装置や精密加工機に組み込まれることが多い。

### 特徴
- 高精度測定: コヒーレントなレーザー光を使用することで、従来の光源よりも高い分解能と測定精度を実現。
- 長距離測定: レーザーの指向性により、長距離でも安定した測定が可能。
- 小型・軽量化: 一部のモデルでは、光学系の小型化によってコンパクトな設計が可能。
- デジタル化対応: レーザーの干渉パターンをCCDやCMOSセンサーで検出し、デジタル処理することでリアルタイム解析が可能。
- チルト計測に特化したモデルも存在: 微小な角度変化を高精度に測定するための専用機種があり、「レーザー式チルトセンサ」として使用されることもある。

### 用途
- 精密機器のアライメント調整
- 半導体製造装置の角度測定
- 振動解析
- 航空宇宙分野での姿勢制御
- 精密ステージやウエハプローバーのチルト測定

### 従来型オートコリメータとの違い
| 項目     | 従来型オートコリメータ | レーザーオートコリメータ（チルトセンサ） |
| -------- | ---------------------- | ---------------------------------------- |
| 光源     | LEDやハロゲンランプ    | レーザー                                 |
| 測定距離 | 比較的短い             | 長距離対応                               |
| 分解能   | 一般的に数秒角         | さらに高精度（0.01秒角以下も可能）       |
| 応答速度 | 比較的遅い             | 高速リアルタイム処理が可能               |
| 主な用途 | 一般的な光学測定       | チルト測定、精密機器アライメント         |

## 製造メーカー
- ニコンソリューションズ（日本）
- カツラ・オプト・システムズ（日本）
- オプトデバイス（日本）
- トライオプティクス（ドイツ）